# Llegaría a todo
Llegaría a todo (título original: Promise Him Anything) es una película estadounidense de comedia de 1975, dirigida por Edward Parone, escrita por D.D. Fay y David Freeman, musicalizada por Nelson Riddle, en la fotografía estuvo Howard Schwartz y los protagonistas son Eddie Albert, Frederic Forrest y Meg Foster, entre otros. El filme fue realizado por ABC Circle Films y se estrenó el 15 de mayo de 1975.

## Sinopsis
Un joven soltero utiliza un servicio de citas, escoge a una mujer que en su tarjeta de información figura "Todo vale". Cuando salen, ella no cumple con lo que decía, entonces él la demanda por infracción en el contrato.